# Arrowroot
L'Arrowroot (letteralmente "radice a freccia") è un amido ottenuto dai rizomi di varie piante tropicali come la Maranta arundinacea delle foreste pluviali o la Zamia integrifolia statunitense e cubana.

## Storia e origine del nome
Quest'amido veniva utilizzato già 7000 anni fa dai popoli nativi delle Americhe, si pensa che il nome stesso derivi da "aru-aru", che vuol dire nella lingua antica degli Arawak “il pasto dei pasti”.
Quest'amido era però considerato un antidoto contro il veleno delle frecce dagli indiani del Messico. Da ciò deriva il particolare nome attribuito a questa polvere, "radice per la freccia", che ha molte ed interessanti proprietà.

## Coltivazione
La maggior coltivazione si trova a Saint Vincent, nell'arcipelago Caraibico vicino all'isola di Grenada. 
L'industria iniziò come alimento e medicina, e si sviluppò fino allo status di importante esportazione di arrowroot dal 1900 al 1965.
Dopo di che, con il declino dell'industria dello zucchero, la coltivazione di piante per l'arrowroot fu sviluppata per riempirne il vuoto.
Da allora, l'area coltivata è diminuita lentamente poiché è stata sostituita da altre colture, in particolare le banane.

## Utilizzi
L'arrowroot ha un sapore neutro e con un basso indice glicemico grazie all'alto contenuto di amilosio. 
Indicata per chi soffre di disturbi a livello gastrico e intestinale, anche in caso di diarrea e colite può essere d'aiuto riducendo la perdita di sali minerali e liquidi.
È un amido insapore e inodore, di consistenza fine e di colore bianco. Viene ottenuto per esempio dalla Maranta arundinacea, molto indicata per una alimentazione leggera e digeribile, perché rispetto ad altri amidi ha un indice glicemico inferiore.